# 兜率天

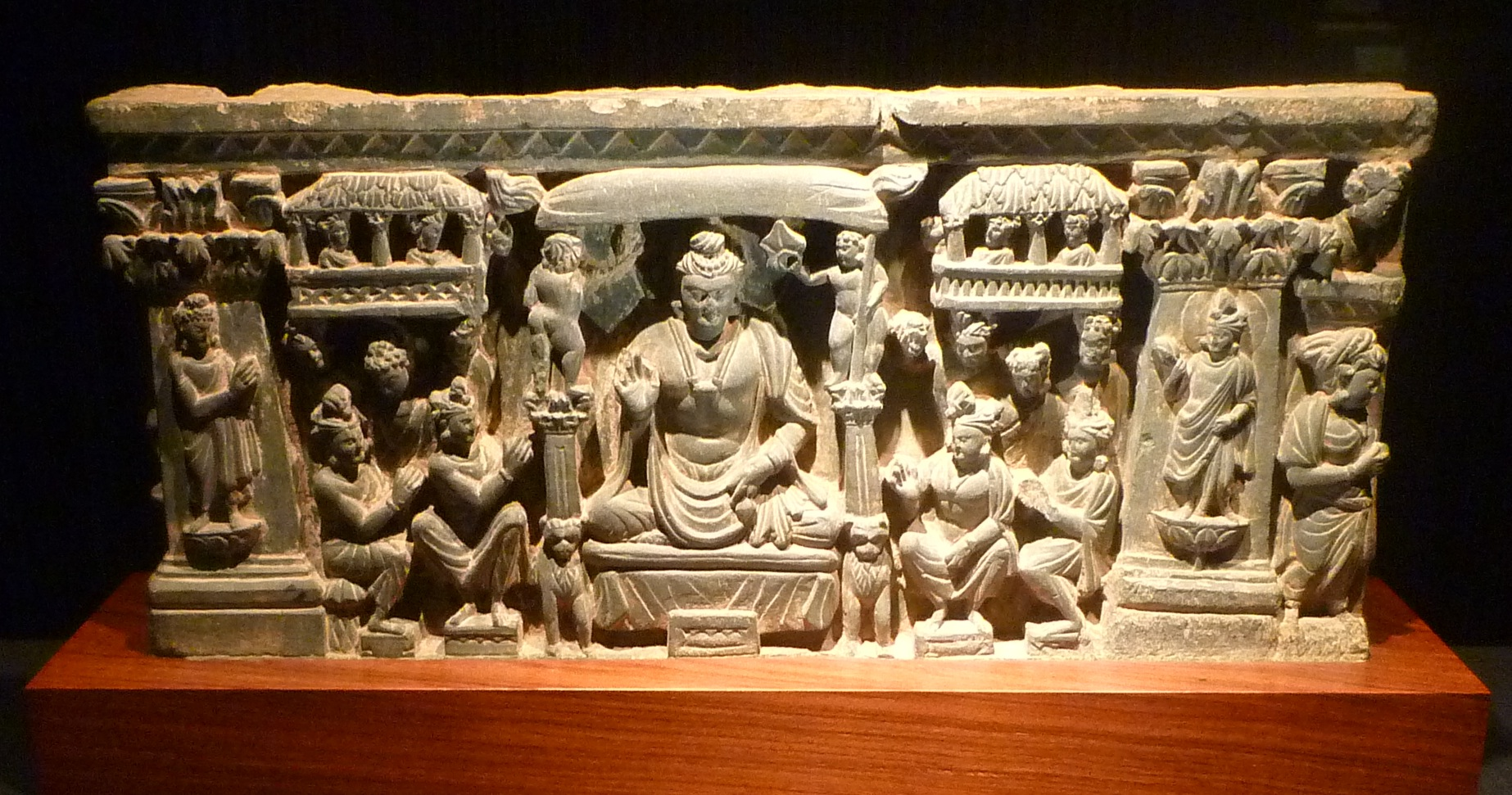
兜率天を描いた浮彫　クシャーナ朝

兜率天（とそつてん、梵: Tuṣita、巴: Tusita）は、仏教の世界観における天界の一つであり、三界のうちの欲界における六欲天の第4の天である。都率天、覩史多天などともいう。兜率天には内院と外院がある。
大乗仏教の教義上、仏は本来浄土に住んでいてそこで教化しているが、兜率天の内院は例外的に将来如来となるべき菩薩が住む所とされ、現在は弥勒菩薩が内院で説法をしているという。外院には天衆が住む。兜率天は浄土の一つともされており、弥勒信仰の発展とともに、兜率往生の思想も生じた。

## 原語
サンスクリットの原語 Tuṣita は、上足、知足、喜足と訳し、都率（とそつ）、覩史多（とした）と音写する。トゥシタ(tuṣita)は「満足せる」という意味。

## 概説

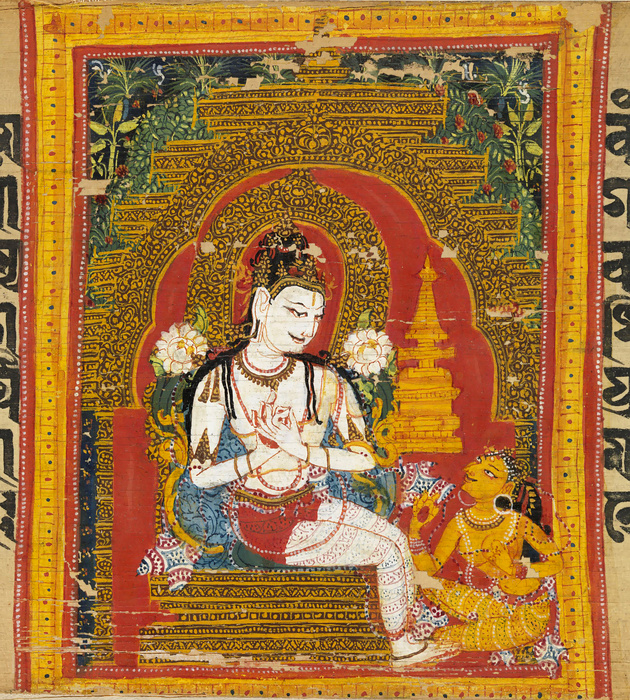
貝葉経に描かれた兜率天の弥勒菩薩　ビハール州、ナーランダ僧院

須弥山の頂上、12由旬の処にある天部にして、七宝の宮殿があり、無量の諸天が住している。これに内外の二院がある。外院は天衆の欲楽処にして、内院を弥勒菩薩の浄土兜率浄土とする。弥勒はここに在して説法し閻浮提に下生成仏する時の来るのを待っている。
『パーリ仏典』のジャータカによれば、釈迦如来もかつて兜率天にいたという。
この天は下部の四天王、忉利天、夜摩天の3つの天が欲情に沈み、また反対に上部の化楽天・他化自在天の2天に浮逸の心が多いのに対して、沈に非ず、浮に非ず、色・声・香・味・触の五欲の楽において喜足の心を生ずるから弥勒などの「補処の菩薩」の止住する処となるという。
しかして、天人の身長は2里、衣重は一銖半、寿命は4000歳であるという。ただし、人間の400年をこの天の1日1夜とする。